# Marc Demeyer
Marc Demeyer (Avelgem, 19 d'abril de 1950 - Merelbeke, 20 de gener de 1982) va ser un ciclista belga que fou professional entre 1971 i 1982.
Durant la seva carrera professional aconseguí més de 70 victòries, sent les més importants dues etapes del Tour de França, on guanyà la classificació dels esprints intermedis de les edicions de 1973 i 1975; dues etapes al Giro d'Itàlia de 1977 i la París-Roubaix de 1976.
Deprimit i ple de problemes personals, va morir d'un infart de miocardi als 31 anys.

## Palmarès
- 1972
  - 1r a l'A través de Bèlgica
  - 1r del Gran Premi d'Isbergues
  - 1r a Le Samyn
- 1973
  - 1r al Gran Premi de Denain
  - 1r de la Classificació dels esprints intermedis al Tour de França
  - Vencedor d'una etapa dels Quatre dies de Dunkerque
- 1974
  - 1r de la París-Brussel·les
  - 1r al Grote Scheldeprijs
  - 1r al Gran Premi Pino Cerami
- 1975
  - 1r a la Nokere Koerse
  - 1r de la Classificació dels esprints intermedis al Tour de França
  - 1r al Stadsprijs Geraardsbergen
  - Vencedor d'una etapa dels Quatre dies de Dunkerque
  - Vencedor d'una etapa de la Volta a Luxemburg
- 1976
  - 1r de la París-Roubaix
- 1977
  - 1r al Grote Scheldeprijs
  - 1r al Circuit de Houtland
  - 1r al Circuit des frontières
  - Vencedor de 2 etapes al Giro d'Itàlia
- 1978
  - Vencedor d'una etapa del Tour de França
- 1979
  - 1r a la Fletxa costanera
  - Vencedor d'una etapa del Tour de França
  - Vencedor d'una etapa de la Volta a Bèlgica
  - Vencedor d'una etapa del Dauphiné Libéré
  - Vencedor de 2 etapes del Midi Libre
  - Vencedor de 3 etapes dels Quatre dies de Dunkerque
  - Vencedor d'una etapa de la Setmana Catalana
- 1980
  - 1r al Circuit des frontières
  - Vencedor d'una etapa del Midi Libre

### Resultats al Tour de França
- 1973. 72è de la classificació general. 1r de la Classificació dels esprints intermedis
- 1974. 41è de la classificació general
- 1975. 42è de la classificació general. 1r de la Classificació dels esprints intermedis
- 1976. 56è de la classificació general
- 1978. 49è de la classificació general. Vencedor d'una etapa
- 1979. 57è de la classificació general. Vencedor d'una etapa

### Resultats al Giro d'Itàlia
- 1977. 78è de la classificació general. Vencedor de 2 etapes

### Resultats a la Volta a Espanya
- 1977. 33è de la classificació general